# Mark Koks
Mark Koks (9 de junio de 1965) es un deportista neerlandés que compitió en triatlón y duatlón.
Ganó una medalla de plata en el Campeonato Europeo de Triatlón de Media Distancia de 1990, y una medalla de bronce en el Campeonato Europeo de Triatlón de Larga Distancia de 1993.
En duatlón obtuvo una medalla de bronce en el Campeonato Mundial de 1992, y dos medallas de oro en el Campeonato Europeo en los años 1990 y 1991.

## Palmarés internacional
| Campeonato Europeo | Campeonato Europeo | Campeonato Europeo | Campeonato Europeo |
| Año                | Lugar              | Medalla            | Prueba             |
| ------------------ | ------------------ | ------------------ | ------------------ |
| 1990               | Tréveris (RFA)     | Medalla de plata   | Individual         |

| Campeonato Europeo | Campeonato Europeo | Campeonato Europeo | Campeonato Europeo |
| Año                | Lugar              | Medalla            | Prueba             |
| ------------------ | ------------------ | ------------------ | ------------------ |
| 1993               | Embrun (Francia)   | Medalla de bronce  | Individual         |

| Campeonato Mundial | Campeonato Mundial       | Campeonato Mundial | Campeonato Mundial |
| Año                | Lugar                    | Medalla            | Prueba             |
| ------------------ | ------------------------ | ------------------ | ------------------ |
| 1992               | Fráncfort (Alemania)     | Medalla de bronce  | Individual         |
| Campeonato Europeo |                          |                    |                    |
| Año                | Lugar                    | Medalla            | Prueba             |
| 1990               | Zofingen (Suiza)         | Medalla de oro     | Individual         |
| 1991               | Birmingham (Reino Unido) | Medalla de oro     | Individual         |